# Mouvement patriotique du Salut
Mouvement patriotique du Salut eller MPS er det ledende politiske parti i Tchad.
MPS' præsidentkandidat fra præsidentvalget i Tchad som blev afholdt 20. maj 2001, Idriss Déby, vandt med 63,2 % af stemmerne. I parlamentsvalget i Tchad 21. april 2002 vandt partiet ifølge IPU 113 af 155 sæder. Til trods for flertallet regerer partiet i koalition med to mindre partier – Union nationale pour la démocratie et le renouveau og Union pour le Rénouveau et la démocratie. I præsidentvalget i Tchad 2006 blev Déby genvalgt med 64,7 % af stemmerne.
Før 1990 var MPS et oprørsparti, og opererede fra Sudan med finansiel støtte fra Libyen.